# ریکاردو ساپریسا
ریکاردو ساپریسا (انگلیسی: Ricardo Saprissa; ۲۴ ژوئن ۱۹۰۱ – ۱۶ اوت ۱۹۹۰) بازیکن فوتبال اهل اسپانیا بود.
از باشگاه‌هایی که در آن بازی کرده‌است می‌توان به باشگاه فوتبال اسپانیول اشاره کرد.
وی همچنین در تیم ملی فوتبال کاتالونیا بازی کرده‌است.